# French Camp (California)
French Camp (Campo de los Franceses) es un lugar designado por el censo ubicado en el condado de San Joaquín en el estado estadounidense de California. En el año 2000 tenía una población de 4,109 habitantes y una densidad poblacional de 513.6 personas por km².

## Geografía
French Camp se encuentra ubicado en las coordenadas 37°55′47″N 120°59′58″O / 37.92972, -120.99944. Según la Oficina del Censo, la ciudad tiene un área total de 8 km² (3,1 mi²), de la cual 8 km² (3,1 mi²) es tierra y 0,3 km² (0,1 mi²) (4.98%) es agua.

## Demografía
Según la Oficina del Censo en 2000 los ingresos medios por hogar en la localidad eran de $28,295, y los ingresos medios por familia eran $29,034. Los hombres tenían unos ingresos medios de $30,556 frente a los $17,083 para las mujeres. La renta per cápita para la localidad era de $9,945. Alrededor del 40.8% de la población estaban por debajo del umbral de pobreza.